# Strendene
Strendene est une localité du comté de Nordland, en Norvège.

## Géographie
Administrativement, Strendene fait partie de la kommune de Grane.